# Бабанеури
Бабанеури (груз. ბაბანეური) — село в Ахметском муниципалитетe, Кахети, Грузия. Расположено примерно в 18 км к северо-западу от Телави. Через село протекает река Пша (приток Алазани). Население — 137 человек (2014).
Рядом с селом находится Ахметский заповедник (ранее Бабанеурский заповедник), где произрастает кавказская дзельква.
В советское время село Бабанеури входило в Земо-Алванский сельсовет Ахметского района.

## Фамилии бабанеурцев
- Кукунашвили
- Ахалбедашвили
- Гауарашвили
- Манвелишвили
- Гигаури
- Бардиашвили